# Alsion

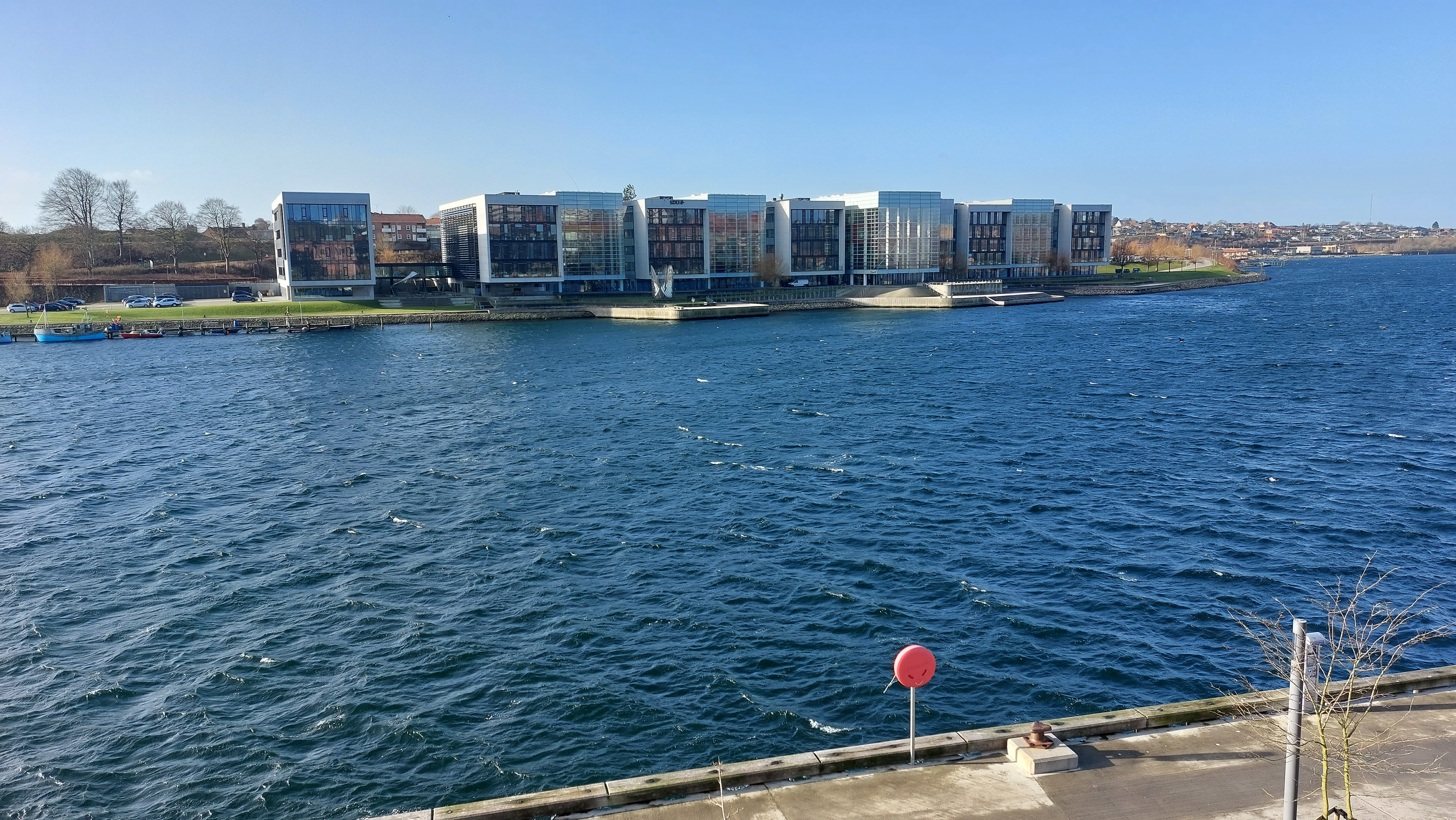
Alsion in Sønderborg

Das Alsion ist ein regionales Zentrum für Forschung, Ausbildung und Kultur in der süddänischen Stadt Sønderborg.

## Geschichte
Das Gebäude wurde 2007 eingeweiht und zählte zu den größten Bauvorhaben der letzten Jahre in der Region. Es liegt direkt am Als Sund gegenüber der Sønderborger Altstadt. Der Name leitet sich von der gegenüberliegenden Insel Als ab. Das Gebäude selbst liegt auf Sundeved. Entworfen wurde das Alsion vom Architektenbüro 3xNielsen in Aarhus. Der Konzern Danfoss steuerte einen wesentlichen Beitrag zur Errichtung des Bauwerks bei.

## Nutzung
Im Alsion werden seit 2007 die regionalen Einrichtungen der Syddansk Universitet vereinigt, deren Sønderborger Abteilung 1998 aus der früheren Handelshøjskole Syd hervorgegangen ist. Auch das 2003 der Universität zugewiesene, bis dahin selbständige Institut for Grænseregionsforskning wurde aus Aabenraa hierher versetzt. Seit 1999 sind zahlreiche neue Institutionen wie das Centre for Industrial Mechanics, das Centre for Industrial Electronics und das Centre for Industrial Software hinzugekommen, die die Arbeitsschwerpunkte in Richtung Service für die lokalen Industriekonzerne verschoben. Arbeitsschwerpunkte liegen in den Bereichen der Ingenieurwissenschaften, der Nanotechnologie, der Militärforschung, der Wirtschaftswissenschaften und im sprachlichen Bereich. Besonders eng wird mit den Hochschulen in Flensburg zusammengearbeitet, mit welchen es gemeinsame internationale Studiengänge gibt. Durch diese Kooperationen ist ein hoher Anteil ausländischer Studierender am Campus vorhanden.
Außerdem ist das Alsion seit 2007 Heimat des Sønderjyllands Symfoniorkester. Der Konzertsaal zählt zu den akustisch besten neuen Spielstätten seiner Art in ganz Nordeuropa.
Ferner gibt es ein öffentlich zugängliches Café mit Blick auf Sund und Stadt.